# Долње Брезово
Долње Брезово (словен. Dolnje Brezovo) је насељено место у општини Севница, Посавска регија, Словенија.

## Историја
До територијалне реорганизације у Словенији било је у саставу старе општине Севница.

## Становништво
У попису становништва из 2011. године, Долње Брезово је имало 158 становника.
| Број становника према пописима | Број становника према пописима | Број становника према пописима |
| ------------------------------ | ------------------------------ | ------------------------------ |
| 1991                           | 2002                           | 2011                           |
| 130                            | 135                            | 158                            |